# Arthur Lydiard
Arthur Lydiard, né le 6 juillet 1917 à Auckland et mort le 11 décembre 2004 à Houston, est un athlète et entraineur néo-zélandais. Il a contribué à l’essor de l'athlétisme néo-zélandais et a contribué à la diffusion de la course à pied auprès du grand public.
Sa mort est vraisemblablement la conséquence d'une crise cardiaque, alors qu'il donnait au Texas un cycle de conférences. À 87 ans, il continuait à entrainer des coureurs.

## Biographie

### Enfance
Pour pallier le départ de son père du domicile familial, Arthur Lydiard entre dans une manufacture de machines à traire. À la faillite de celle-ci, il part travailler dans une fabrique de chaussures où il développe des compétences de cordonnier qu'il mettra à profit pour concevoir les chaussures des athlètes qu'il entraine. L'influence du stade de rugby Eden Park à côté duquel il grandit à Auckland le mène dans un premier temps vers le ballon ovale. Une blessure met cependant un coup d'arrêt à sa carrière et le pousse vers l'athlétisme pour rester en forme.

### L'athlète
Avant d'entrainer, Arthur Lydiard mène une carrière d'athlète au niveau national et international. Il participe notamment aux Jeux de l'Empire britannique de 1950, terminant douzième. Il remporte également le marathon aux championnats de Nouvelle-Zélande en 1953 et 1955.
Entre 1949 et 1955, il remporte six fois le marathon d'Auckland (en).

### Le développeur de l’athlétisme néo-zélandais
La carrière de entraineur prend une nouvelle dimension aux Jeux olympiques de Rome en 1960 : deux des athlètes qu'il entraine se révèlent à la face du monde en remportant un premier titre : Peter Snell sur le 800 m et Murray Halberg sur le 5000 m. Barry Magee complète ce tir groupé en remportant la médaille de bronze dans l'épreuve du marathon.
Peter Snell récidive aux Jeux olympiques de Tokyo en 1964 où il réalise le doublé 800 m - 1 500 m.
Outre ces médaillés, de nombreux athlètes se rattachent à son héritage : l'Anglais Dave Bedford qui bat en 1973 le record du monde du 10 000 m, le champion olympique du 1500 m en 1976 John Walker et même l'athlète australien Ron Clarke qui bat 19 records du monde dans les années 1960.

### L'entraineur globe-trotter
Arthur Lydiard exporte ensuite son talent à l'international, avec des succès divers : il débute par partir en 1966 entrainer les athlètes mexicains en vue des Jeux olympiques de 1968. En désaccord avec les officiels locaux, Lydiard s'expatrie ensuite en Finlande à partir de 1967 à l'invitation de la fédération finlandaise d'athlétisme. Bien qu'il n'ait pas directement entrainé d’athlètes finlandais, il diffuse ses méthodes d'entrainements auprès des entraineurs locaux et participe indirectement au renouveau du fond et demi-fond finlandais, à l'instar du doublé 5 000 m-10 000 m de Lasse Virén et du titre sur 1 500 m de Pekka Vasala aux Jeux olympiques d'été de 1972 ou de la victoire de Olavi Suomalainen (en) au marathon de Boston.
Arthur Lydiard a également entrainé au Danemark, au Venezuela, en Australie et en Turquie avant de revenir en 1972 entrainer la Nouvelle-Zélande pour les Jeux du Commonwealth de 1974 et 1990.

## Méthode d'entrainement
Alors que le fractionné court était la base de l'entrainement dans les années d'après-guerre, Arthur Lydiard replace la distance et l'endurance au centre. il impose à ses athlètes, y compris ceux pratiquant le demi-fond, plus de 100 km par semaine pendant de long mois. Des entrainements consacrés à la puissance complètent ensuite la préparation, avant de laisser place à des exercices fractionnés.
Il conçoit de lui-même le principe d'entrainement qui donne l'avantage à ses athlètes : il s’inflige des séances de course à pied de plus en plus longue pour étudier les réactions de son corps à l'effort prolongé.

## L'«inventeur» du jogging
Après le succès de ses athlètes aux Jeux olympiques de Rome, la réputation d'entraineur d'Arthur Lydiard attire un petit nombre de personnes souhaitant se remettre en forme par la course à pied. Par bouche à oreille, un club informel se développe autour de sa personnalité : il y applique au grand public ses principes d'entrainement. Avec la fondation de ce « Auckland Jogging Club », Lydiard hérite de la paternité du terme « jogging » .
Lydiard invite Bill Bowerman, l'entraineur de l'équipe d'athlétisme de l'université de l'Oregon à participer à un entrainement de son groupe. Beaucoup lui attribue ainsi le fait d'avoir inspiré le futur fondateur de Nike dans sa démocratisation de la course à pied auprès du grand public.

## Distinctions
Ne sortant pas du sérail de la fédération d'athlétisme néo-zélandais, Arthur Lydiard souffre dans un premier temps d'un manque de reconnaissance avant d’accéder aux honneurs. Seule une souscription publique ouverte par un journal d'Auckland lui permet de faire le voyage jusqu'à Rome où ont lieu les Jeux olympiques en 1960. En Italie, il est exclu de l'encadrement qui a le droit de loger dans le village olympique.
- Ordre de l'Empire britannique à titre civil[10] (1961)
- Ordre de la Rose blanche (1972)[réf. nécessaire]
- Ordre de Nouvelle-Zélande[11] (1990)
- Membre à vie de Athletics New Zealand (2003), la fédération d'athlétisme néo-zélandaise [3]
- Membre du New Zealand Sport Hall of Fame [12]

## Ouvrages
Lydiard est l'auteur de nombreux ouvrages diffusant et popularisant ses méthodes d'entrainement. 
- (en) Arthur Lydiard et Garth Gilmour, Run to the Top, Londres, H. Jenkins, 1962
- (en) Arthur Lydiard, Arthur Lydiard's Runner's Bible, United States Track and Field Federation, 1970 (ASIN B001ANR88I)
- (en) Arthur Lydiard, Arthur Lydiard's Running Training Schedules, Tafnews Press, 1970 (ISBN 978-0-911520-17-0)
- (en) Arthur Lydiard, Jogging the Lydiard way, United States Track and Field Federation, 1970 (lire en ligne)
- (en) Arthur Lydiard et Kerry Ragg, Fitness for better living, Wellington, Bank of New Zealand, 1977
- (en) Arthur Lydiard et Garth Gilmour, Run, the Lydiard Way, Auckland, Hodder & Stoughton, 1978, 249 p. (ISBN 978-0-340-22462-5)
- (en) Arthur Lydiard et Garth Gilmour, Distance Training for Young Athletes, Aix-la-Chapelle, Meyer & Meyer Sport, 1999, 108 p. (ISBN 978-3-89124-533-0)
- (en) Arthur Lydiard et Garth Gilmour, Distance Training for Women Athletes, Oxford, Meyer & Meyer Sport, 1999, 121 p. (ISBN 978-1-84126-002-0)
- (en) Arthur Lydiard et Garth Gilmour, Distance Training for Masters, Oxford, Meyer & Meyer Sport, 1999, 129 p. (ISBN 978-1-84126-018-1)
- (en) Arthur Lydiard et Garth Gilmour, Jogging with Lydiard : run for your life, Oxford, Meyer & Meyer Sport, 2002, 104 p. (ISBN 978-1-84126-070-9, présentation en ligne)
- (en) Arthur Lydiard et Garth Gilmour, Running to the Top, Meyer & Meyer Sport, 2011, 192 p. (ISBN 978-1-84126-335-9, présentation en ligne)
- (en) Arthur Lydiard et Garth Gilmour, Running with Lydiard : greatest running coach of all time, Meyer & Meyer Sport, 2017 (ISBN 978-1-78255-118-8)